# Rockabye
«Rockabye» — песня британской электронной группы Clean Bandit, записанная при участии ямайского рэпера Шона Пола и английской певицы Энн-Мари в качестве главной вокалистки. Композиция была выпущена 21 октября 2016 года в качестве второго сингла со второго студийного альбома группы What Is Love? и является первой песней группы, выпущенной без Нила Амина-Смита. Песня рассказывает о трудностях одиноких матерей и своим названием отсылает на английскую колыбельную «Rock-a-bye Baby», аналогичную русской «Баю-баюшки-баю». «Rockabye» также включена в дебютный альбом Энн-Мари Speak Your Mind.
Песня возглавила британский чарт в рождественскую неделю 23 декабря 2016 года. Это первая песня в истории чарта, которая продолжила возглавлять чарт на Рождество после шестинедельного № 1. Всего на вершине песня провела 9 недель, а также возглавила чарты в более чем 20 других странах.

## История
«Rockabye» была написана Джеком Паттерсоном и норвежской певицей Иной Вролдсен. Вролдлен написала текст о своём сыне, отчего «это звучит так правдиво, так эмоционально и особенно», — говорит Грейс Чатто. Премьера песни и клипа состоялись 21 октября 2016 года, всего через два дня после того, как Нил Амин-Смит покинул группу. Говоря с «Digital Spy», Чатто сказала: «Мы долго-долго ждали, когда же сможем поработать с Шоном Полом. Это наконец-то свершилось — просто сон! Энн-Мари рассказывает историю, и мы любим её голос. Впервые мы услышали её вокал на одном из треков Rudimental, за последние пару лет мы встречались просто на миллионах фестивалей. Было так приятно сотрудничать».

## Музыкальное видео
Видеоклип был выпущен одновременно с песней 21 октября 2016 года и длится 4 минуты 13 секунд. Часть его была снята в апартаментах «Cap Sa Sal» в Багуре, Испания, а другая в пабе «The George Tavern» в Лондоне. По сюжету, одинокой матери приходится танцевать пол-дэнс в баре, чтобы прокормить своего ребёнка. Сюжет основан на реальной истории танцовщицы, которую музыканты встретили в Италии. По состоянию на июнь 2018 видео имеет более 1,8 миллиардов просмотров на YouTube, что делает его 30-м самым просматриваемым видео на сайте.

## Коммерческий успех
28 октября 2016 года «Rockabye» дебютировала с 7 строчки в британском сингловом чарте. На следующей неделе она поднялась на 3 место, а на третьей неделе возглавила чарт, опередив песню «Shout Out to My Ex» Little Mix. Тем самым Clean Bandit уже во второй раз возглавили данный чарт, до этого им удавалось это сделать с песней «Rather Be». Впоследствии сингл провёл девять недель подряд на первом месте, впервые для группы стал первым в Австралии, а также возглавил чарты Австрии, Финляндии, Германии, Ирландии, Новой Зеландии и Швейцарии. 23 декабря 2016 года, лидируя уже шесть недель, «Rockabye» стал № 1 на Рождество в 2016 году, тем самым став первой песней № 1 на Рождество, которая не была песней победителя шоу The X Factor, благотворительным синглом или песней «Mad World», как это было в 2003 году. Продажи сингла составили 57 631 экземпляр, став самой продаваемой рождественской песней № 1, что вышло благодаря продажам со стриминга.
В США «Rockabye» дебютировал под номером 100 в Billboard Hot 100 24 декабря 2016 года, став первой песней Clean Bandit в этом чарте с 2014 года. С тех пор она добралась до топ-10, достигнув своего пика на 9 строчке, что является наивысшей позицией группы в этом чарте, обогнав «Rather Be» с её лучшим результатом на 10 строчке. Для Энн-Мари песня стала первой в этом чарте. В Hot Dance Airplay песня достигла № 1 18 февраля 2017 года, тем самым став вторым синглом № 1 для Clean Bandit и Шона Пола и первым для Энн-Мари в этом чарте.

## Список треков
| - Цифровая дистрибуция 1. «Rockabye» — 4:11 - CD-сингл 1. «Rockabye» — 4:11 2. «Rockabye» (Thomas Rasmus Chill Mix) — 3:38 - ЦД — Remixes EP 1. «Rockabye» (Jack Wins Remix) — 5:05 2. «Rockabye» (End of the World Remix) — 2:54 3. «Rockabye» (Elderbrook Remix) — 3:28 4. «Rockabye» (Thomas Rasmus Chill Mix) — 3:38 | - ЦД — Lodato & Joseph Duveen Remix 1. Rockabye (Lodato & Joseph Duveen Remix) — 3:18 - ЦД — Autograf Remix 1. Rockabye (Autograf Remix) — 4:09 - ЦД — Eden Prince Remix 1. Rockabye (Eden Prince Remix) — 3:24 - ЦД — Ryan Riback Remix 1. Rockabye (Ryan Riback Remix) — 3:54 |

## Чарты
| Чарт (2016—2017)                           | Пиковая позиция |
| ------------------------------------------ | --------------- |
| (Monitor Latino)                           | 10              |
| Австралия (ARIA)                           | 1               |
| Dance (ARIA)                               | 1               |
| Австрия (Ö3 Austria Top 40)                | 1               |
| Бельгия/Фландрия (Ultratop 50)             | 2               |
| Бельгия/Фландрия (Ultratop Dance)          | 9               |
| Бельгия/Валлония (Ultratop 50)             | 1               |
| Бельгия/Валлония (Ultratop Dance)          | 1               |
| (Billboard Brasil Hot 100)                 | 9               |
| Канада (Billboard Canadian Hot 100)        | 4               |
| СНГ (TopHit)                               | 1               |
| Канада (Billboard CHR/Top 40)              | 7               |
| Канада (Billboard Hot AC)                  | 14              |
| (Monitor Latino)                           | 4               |
| (National-Report)                          | 31              |
| (HRT)                                      | 1               |
| Чехия (Rádio — Top 100)                    | 2               |
| Чехия (Singles Digitál Top 100)            | 1               |
| Дания (Tracklisten)                        | 1               |
| (National-Report)                          | 4               |
| Европа (Billboard Euro Digital Song Sales) | 1               |
| Финляндия (Suomen virallinen lista)        | 1               |
| Франция (SNEP)                             | 4               |
| Германия (GfK)                             | 1               |
| Dance (Official German Charts)             | 1               |
| Digital Songs (Billboard)                  | 4               |
| (Monitor Latino)                           | 15              |
| Венгрия (Dance Top 40)                     | 1               |
| Венгрия (Rádiós Top 40)                    | 2               |
| Ирландия (IRMA)                            | 1               |
| Италия (FIMI)                              | 1               |
| Япония (Billboard Japan Hot 100)           | 89              |
| (Latvijas Top 40)                          | 1               |
| (Lebanese Top 20)                          | 1               |
| Digital Songs (Billboard)                  | 2               |
| (RIM)                                      | 5               |
| (Monitor Latino)                           | 1               |
| Mexico Airplay (Billboard)                 | 1               |
| Streaming (AMPROFON)                       | 13              |
| Нидерланды (Dutch Top 40)                  | 1               |
| Нидерланды (Single Top 100)                | 1               |
| Новая Зеландия (Recorded Music NZ)         | 1               |
| Норвегия (VG-lista)                        | 2               |
| (Monitor Latino)                           | 13              |
| Anglo (Monitor Latino)                     | 6               |
| (Philippine Hot 100)                       | 7               |
| Польша (Polish Airplay Top 100)            | 4               |
| Польша (Dance Top 50)                      | 3               |
| Португалия (AFP)                           | 3               |
| Airplay (Media Forest)                     | 3               |
| Airplay (Tophit)                           | 1               |
| Шотландия (OCC Scotland)                   | 1               |
| Словакия (Rádio — Top 100)                 | 2               |
| Словакия (Singles Digitál Top 100)         | 1               |
| (SloTop50)                                 | 1               |
| International Chart (Gaon)                 | 79              |
| Испания (PROMUSICAE)                       | 4               |
| Швеция (Sverigetopplistan)                 | 1               |
| Швейцария (Schweizer Hitparade)            | 1               |
| Великобритания (OCC UK Singles)            | 1               |
| Airplay (Tophit)                           | 1               |
| США (Billboard Hot 100)                    | 9               |
| США (Billboard Adult Contemporary)         | 29              |
| США (Billboard Adult Pop Airplay)          | 11              |
| США (Billboard Dance Club Songs)           | 5               |
| США (Billboard Hot Dance/Electronic Songs) | 2               |
| США (Billboard Pop Airplay)                | 4               |
| США (Billboard Rhythmic)                   | 32              |
| (National-Report)                          | 26              |

| Чарт (2016)                        | Позиция |
| ---------------------------------- | ------- |
| (ARIA)                             | 66      |
| (Ö3 Austria Top 40)                | 75      |
| (Official German Charts)           | 59      |
| (Single Top 40)                    | 29      |
| (Official Charts Company)          | 37      |
| Чарт (2017)                        | Позиция |
| (Monitor Latino)                   | 20      |
| (ARIA)                             | 30      |
| (Ö3 Austria Top 40)                | 49      |
| (Ultratop Flanders)                | 22      |
| (Ultratop Wallonia)                | 8       |
| (Canadian Hot 100)                 | 9       |
| (Tracklisten)                      | 21      |
| (Official German Charts)           | 29      |
| (Rádiós Top 40)                    | 6       |
| (Single Top 40)                    | 6       |
| (Stream Top 40)                    | 13      |
| (Media Forest)                     | 4       |
| (FIMI)                             | 5       |
| (Single Top 100)                   | 19      |
| (Recorded Music NZ)                | 31      |
| (ZPAV)                             | 60      |
| (SloTop50)                         | 5       |
| (Sverigetopplistan)                | 27      |
| (Schweizer Hitparade)              | 4       |
| (Official Charts Company)          | 23      |
| Billboard Hot 100                  | 44      |
| Dance/Electronic Songs (Billboard) | 6       |

## Сертификации
| Регион                                                                      | Сертификация     | Продажи   |
| --------------------------------------------------------------------------- | ---------------- | --------- |
| Австралия (ARIA)                                                            | 5× Платиновый    | 350 000   |
| Австрия (IFPI Austria)                                                      | Платиновый       | 30 000    |
| Бельгия (BEA)                                                               | 2× Платиновый    | 40 000    |
| Канада (Music Canada)                                                       | 9× Платиновый    | 720 000   |
| Дания (IFPI Danmark)                                                        | 2× Платиновый    | 180 000   |
| Франция (SNEP)                                                              | Бриллиантовый    | 233 333   |
| Германия (BVMI)                                                             | 2× Платиновый    | 800 000   |
| Италия (FIMI)                                                               | 7× Платиновый    | 350 000   |
| Нидерланды (NVPI)                                                           | 5× Платиновый    | 200 000   |
| Новая Зеландия (RMNZ)                                                       | Платиновый       | 30 000    |
| Норвегия (IFPI Norway)                                                      | 4× Платиновый    | 160 000   |
| Польша (ZPAV)                                                               | 3× Бриллиантовый | 750 000   |
| Португалия (AFP)                                                            | 2× Платиновый    | 20 000    |
| Испания (PROMUSICAE)                                                        | 4× Платиновый    | 160 000   |
| Швейцария (IFPI Switzerland)                                                | 2× Платиновый    | 60 000    |
| Великобритания (BPI)                                                        | 4× Платиновый    | 2 400 000 |
| США (RIAA)                                                                  | 3× Платиновый    | 3 000 000 |
| Данные о продажах + прослушиваниях приведены только на основе сертификации. |                  |           |

## История релизов
| Страна        | Дата            | Формат               | Версия                       | Лейбл                               |
| ------------- | --------------- | -------------------- | ---------------------------- | ----------------------------------- |
| По всему миру | 21 октября 2016 | Цифровая дистрибуция | Оригинал                     | Atlantic Records Warner Music Group |
| По всему миру | 9 декабря 2016  | Цифровая дистрибуция | Remixes EP                   | Atlantic Records Warner Music Group |
| По всему миру | 20 января 2017  | Цифровая дистрибуция | Lodato & Joseph Duveen Remix | Atlantic Records Warner Music Group |
| По всему миру | 27 января 2017  | Цифровая дистрибуция | Autograf Remix               | Atlantic Records Warner Music Group |
| По всему миру | 10 марта 2017   | Цифровая дистрибуция | Eden Prince Remix            | Atlantic Records Warner Music Group |
| По всему миру | 17 марта 2017   | Цифровая дистрибуция | Ryan Riback Remix            | Atlantic Records Warner Music Group |